# Maria Elena Panzacchi
Maria Elena Panzacchi, ortografato anche Maria Helena, Panzacchia, Panzachia o Panzachi (Bologna, 1668 – 1737), è stata una pittrice e disegnatrice italiana.

## Biografia
Poco si sa di questa artista che godette di ottima fama ma che è oggi caduta nell'oblio e di cui poche opere sono documentate.
Maria Elena Panzacchi nacque a Bologna nel 1668 da una famiglia nobile.
Dimostrando una forte attitudine al disegno, divenne allieva di Emilio Taruffi «sotto del quale fece alti progressi nella pittura; poi da sè trovata una maniera pronta, vaga, ben tinta, corretta, e di bell'impasto di colore, dipinse opere gradite a varie città».
Pellegrino Antonio Orlandi, da cui è tratta la citazione, la reputava una virtuosa dei paesaggi e dei ritratti, molto apprezzati dai committenti, tra i quali figuravano «la Duchessa di Parma, madre della Regina di Spagna», e i conti Isolani dell'antica famiglia senatoria bolognese per i quali eseguì due paesaggi. Luigi Crespi ricorda anche due Madonne dipinte per un dottor Franchi e sono noti tre suoi ritratti della famiglia Brioschi. La maggior parte delle sue opere sono in collezioni private bolognesi o andate disperse.
Capace di eseguire ritratti a memoria o copie minuziose di dipinti per lo più per una clientela straniera, Panzacchi a volte usava la tecnica del pastello, a volte una pittura «a olio di sua invenzione».
Si sposò con un certo Landi, dottore bolognese celebre nella sua epoca.
Maria Elena Panzacchi si spense nel 1737.
Venne sepolta nella chiesa di Sant'Andrea degli Ansaldi, oggi distrutta, nell'attuale zona di Piazza Cavour.